# Klasztor Franciszkanów w Woźnikach
Klasztor franciszkanów w Woźnikach – zabytkowy klasztor i kościół franciszkanów, na terenie archidiecezji poznańskiej, parafii Ptaszkowo, w województwie wielkopolskim. 

## Historia klasztoru

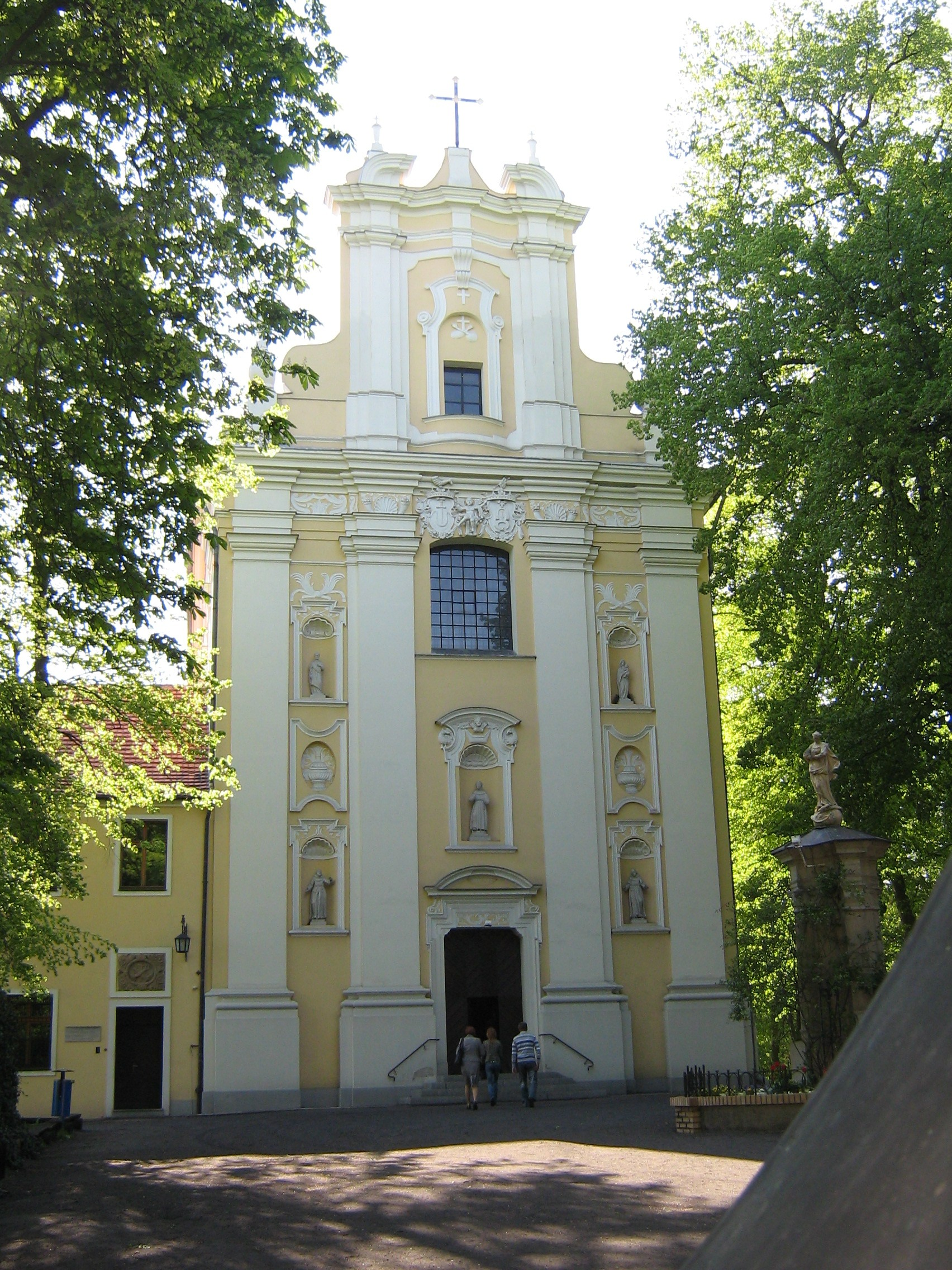
Fasada kościoła klasztornego w Woźnikach

Pierwszy kościół i klasztor z muru pruskiego wybudował na wzgórzu Wyrwał dziedzic Woźnik, Kazimierz Rogaliński, w 1660 r. Po tym jak w 1706 r. obiekt spłonął, rozpoczęto budowę w tym samym miejscu nowego kościoła i klasztoru według planów architekta Jana Catenazzi. Fundatorami kościoła byli Mielżyńscy, a zwłaszcza Franciszek Mielżyński, a nowego klasztoru Raczyńscy. Budowę kościoła ukończono w 1723 r., a klasztoru dopiero 1741 r. W 1775 r. świątynia otrzymała jednolite wyposażenie wnętrza jak ołtarze, ambona, ławki itp.
W 1836 r. klasztor został skasowany przez władze pruskie. Ostatni zakonnik, który pozostał do śmierci w Woźnikach, Jan Chryzostom Chrzeliński, zmarł w 1841 r. i został pochowany w podziemiach kościoła. Rok później administracja pruska sprzedała kościół i klasztor właścicielce Woźnik – Konstancji Mielżyńskiej. Klasztor został rozebrany, a podziemia kościoła służyły Mielżyńskim jako grobowiec rodzinny. Materiał rozbiórkowy posłużył do budowy drogi z Woźnik do Kotowa oraz budynków gospodarczych w miejscowym folwarku. Od 1909 do 1945 r. obiekt należał do rodziny Kurnatowskich. W 1926 r. ze względu na zły stan techniczny kościoła konsystorz biskupi uznał go za ruinę i zakazał odprawiania w nim liturgii. W 1933 r. świątynią zainteresował się konserwator zabytków i wpisał go do rejestru zabytków. W październiku 1936 r. właściciel obiektu, Andrzej Kurnatowski, zaproponował Prowincji oo. Franciszkanów sprzedaż zespołu poreformackiego. Franciszkanie jednak ze względu na jego odludne położenie i zbyt wysoką cenę nie zdecydowali się na zakup. 
Po II wojnie światowej świątynia z resztkami klasztoru została przekazana Dyrekcji Lasów Państwowych. W następnych latach popadała coraz bardziej w ruinę, a jej wyposażenie trafiło do innych kościołów, m.in. do Skórzewa k. Poznania i do Buku.
30 stycznia 1976 r. władze państwowe dzięki staraniom m.in. ks. kanonika Hieronima Lewandowskiego przekazały obiekt archidiecezji poznańskiej i 20 czerwca 1976 metropolita poznański Antoni Baraniak dokonał powtórnego poświęcenia kościoła. 11 czerwca 1978 r., Kuria Metropolitalna w Poznaniu przekazała kościół i resztki klasztoru franciszkanom z prowincji Wniebowzięcia. W następnych latach przeprowadzono ich odbudowę i renowację, odzyskano też większą część zabytkowego wyposażenia. Do najcenniejszych przedmiotów znajdujących się w świątyni należą krucyfiks z 1540 r. i polichromowana tarcza z herbem Łodzia z 1677 roku. 
W 1993 r. kościół i klasztor w Woźnikach otrzymał I nagrodę w konkursie Ministerstwa Kultury i Sztuki dla najlepszego użytkownika obiektu zabytkowego.

## Nekropolia
Kościół stanowi nekropolię. Pochowano tutaj osoby zasłużone dla Wielkopolski, zarówno duchowne, jak i świeckie, głównie z rodu Mielżyńskich i Raczyńskich. W kościele spoczęli m.in. Franciszek i Krzysztof Mielżyńscy, Konstanty Marszewski, Wincenty Prusimski i Michał Kazimierz Raczyński (ekshumowany później i przeniesiony do Rogalina).

## Turystyka
Od 2010 r. do kościoła i klasztoru w Woźnikach prowadzi ścieżka rowerowa z Grodziska Wielkopolskiego, zwana Grodziskim Szlakiem Pielgrzyma. Przed klasztorem znajduje się figura Najświętszej Maryi Panny.